# La Cabreta
La Cabreta és una masia de Cantonigròs, municipi de l'Esquirol (Osona), inclosa a l'Inventari del Patrimoni Arquitectònic de Catalunya.

## Descripció
Masia de planta rectangular coberta a dues vessants i amb el carener perpendicular a la façana situada a ponent. Consta de planta baixa i primer pis. La façana presenta dos petits portals a la planta i una finestra damunt cada portal i a cada costat, aquestes últimes amb reixa de ferro forjat. Les del primer pis presenten espitlleres. La part de tramuntana té poques obertures malgrat tot un d'elles és de tipus conopial. A llevant hi ha portals tapiats i convertits en finestres. És construïda en pedra sense polir unida amb morter de calça però escairats i obertures són de pedra picada.

## Història
Situada sota el cingle d'Aiats i prop del torrent que passa per la part nord. Prop de la casa hi ha una teuleria en runes. És una de les masoveries de Caselles, antic mas que el trobem registrat en el fogatge de 1553 de la parròquia i terme de Sant Julià de Cabrera. Aquesta masoveria es degué construir al segle xvii, segons semblen indicar alguns elements arquitectònics per bé que no es pot assegurar. Cal remarcar l'anagrama de la finestra esquerre de la façana, planta baixa. El mas de La Creu també és una de les masoveries de Caselles.